# Белами (Алабама)
Белами (енгл. Bellamy) насељено је место без административног статуса у америчкој савезној држави Алабама.

## Демографија
По попису из 2010. године број становника је 543.
| Група             | 2000.    | 2010.       |
| Белци             | 0 (0,0%) | 45 (8,3%)   |
| Афроамериканци    | 0 (0,0%) | 493 (90,8%) |
| Азијати           | 0 (0,0%) | 5 (0,9%)    |
| Хиспаноамериканци | 0 (0,0%) | 7 (1,3%)    |
| Укупно            | 0        | 543         |